# Pteris bambusoides
Pteris bambusoides är en kantbräkenväxtart som beskrevs av Gepp. Pteris bambusoides ingår i släktet Pteris och familjen Pteridaceae. Inga underarter finns listade.